# DOSES
DOSES (ang. Development of Statistical Experts System – Doses) – Program Rozwoju Systemu Ekspertów Statystycznych – wspólnotowy program Unii Europejskiej, którego nazwa jest akronimem od pełnej angielskiej nazwy programu. Zainicjowany został rozporządzeniem Rady Unii Europejskiej w lipcu 1988 r. Głównym celem programu była pomoc w wymianie informacji statystycznych poszczególnych państw członkowskich. Program skupił się także na wdrażaniu nowych technologii i technik analiz statystycznych (takich samych na terenie całej UE) i jednocześnie ułatwianiu ich zastosowana. Miało się to przyczynić do pełnej koordynacji prac zespołów statystycznych. Istotnym elementem programu było również wspieranie tworzenia banku ekspertów w dziedzinie statystyki.